# Dubai Autodrome

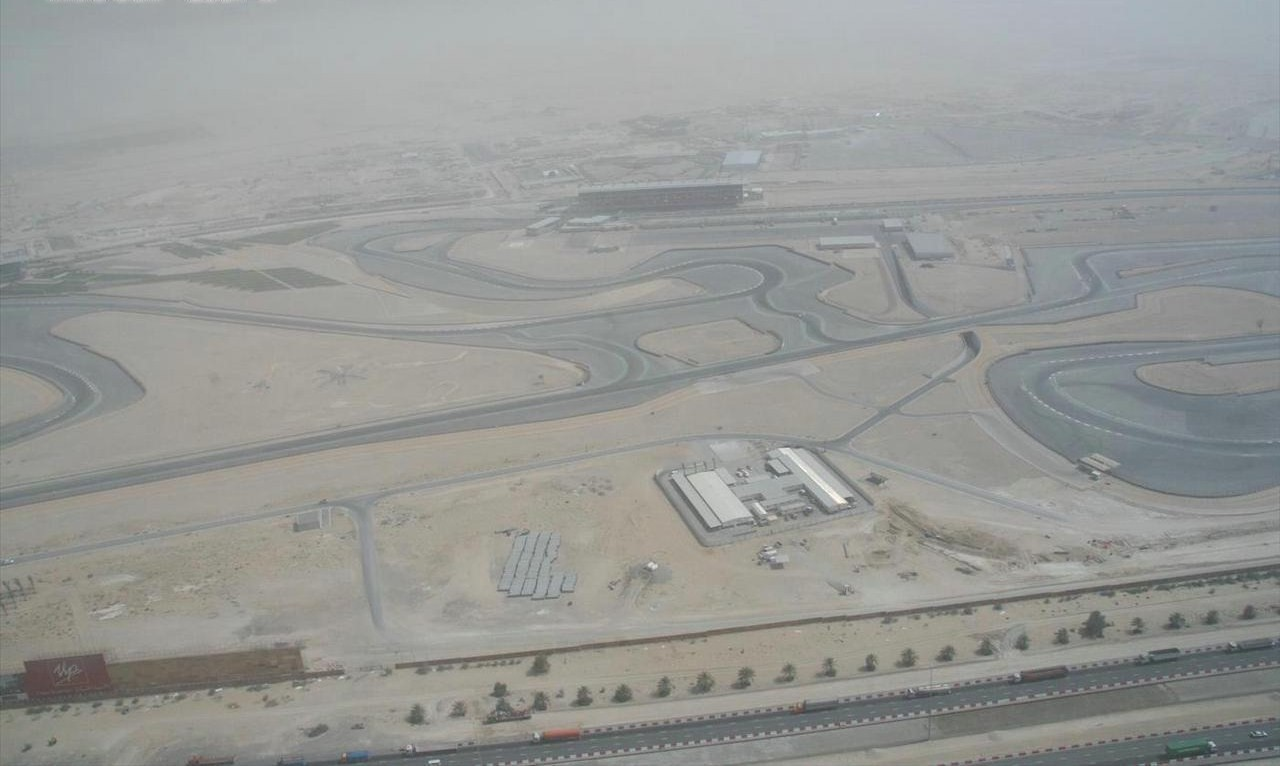
Vista dall'alto

Il Dubai Autodrome è un circuito motoristico di 5,39 km localizzato a Dubai, negli Emirati Arabi Uniti.
È stato inaugurato nell'ottobre del 2004, ed è stato inserito nei calendari di alcuni campionati minori, come l'A1 Grand Prix, il Campionato FIA GT e la GP2 Asia Series.
Inaugurato nell'ottobre del 2004 con la fase finale della Formula Renault V6 Eurocup, costituisce la prima parte del Dubai Motor City un complesso in via di sviluppo. Il circuito è stato progettato da Clive Bowen di Apex Circuit Design. Il record della pista nella sua configurazione più lunga appartiene a Kamui Kobayashi con una Dallara GP2 del team DAMS, con il tempo di 1:41.220.
Dal 2006 l'autodromo ospita la 24 Ore di Dubai.

## Galleria delle versioni del circuito

### Circuiti
Questi sono i circuiti con l'accesso alla pit area riservata.

Circuito Grand Prix
Circuito Club
Circuito internazionale
Circuito Nazionale

### Circuiti di handling

Circuito di handling collinare
Circuito ovale